# La Fouillade
La Fouillade – miejscowość i gmina we Francji, w regionie Oksytania, w departamencie Aveyron. W 2013 roku jej populacja wynosiła 1115 mieszkańców. Przez gminę przepływa rzeka Aveyron. 